# Andrew Salkey
Andrew Salkey (n. 30 ianuarie, 1928 - d. 28 aprilie, 1995) a fost un romancier, poet și jurnalist jamaican. Salkey s-a născut în Panama dar a crescut în Jamaica. A murit în Amherst, Massachusetts.